# Micrurus diastema
Micrurus diastema este o specie de șerpi din genul Micrurus, familia Elapidae, descrisă de Duméril, Bibron și Duméril 1854. A fost clasificată de IUCN ca specie cu risc scăzut.

## Subspecii
Această specie cuprinde următoarele subspecii:
- M. d. diastema
- M. d. aglaeope
- M. d. alienus
- M. d. affinis
- M. d. apiatus
- M. d. macdougalli
- M. d. sapperi

## Galerie

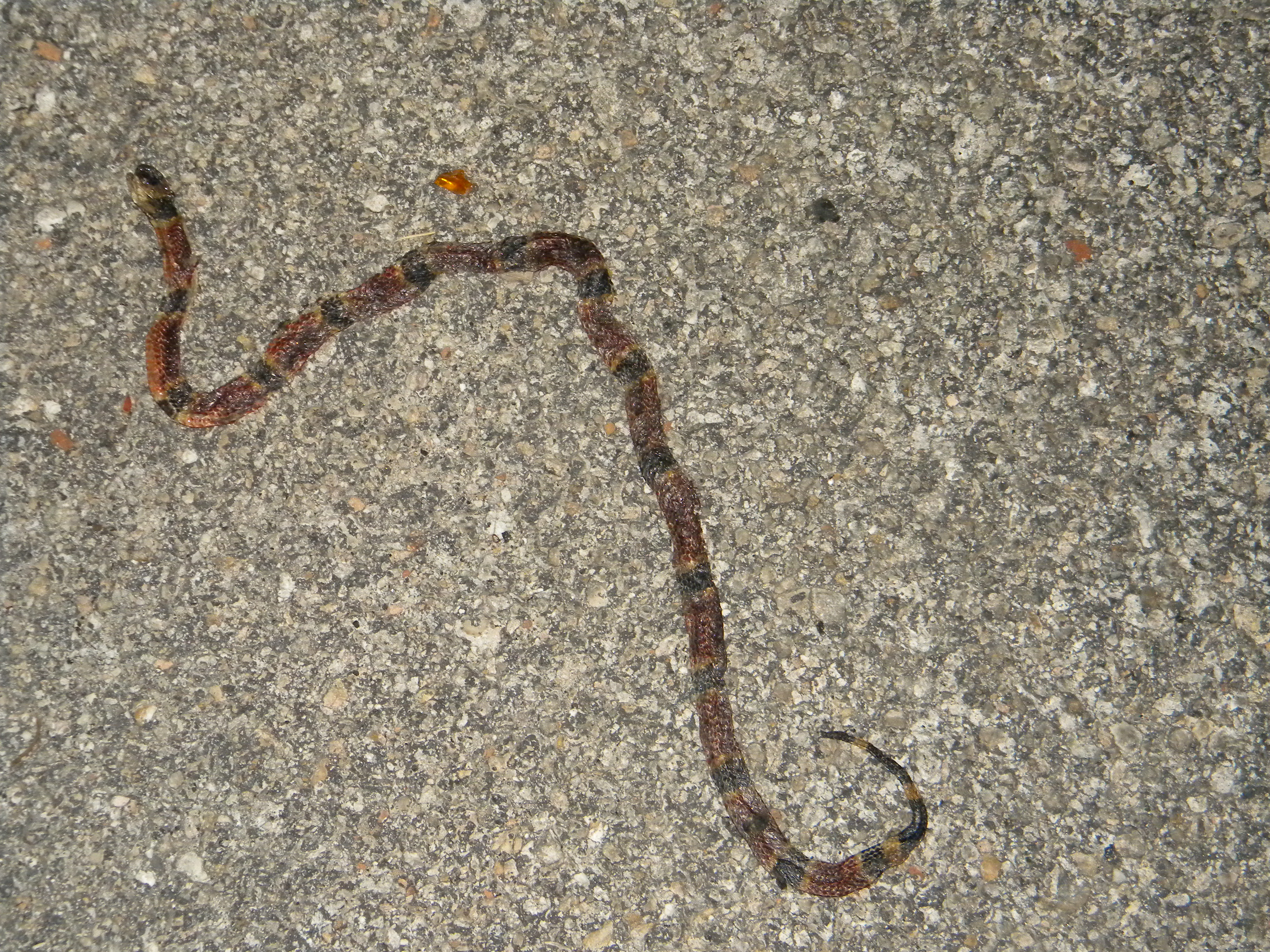